# Shringasaurus
Shringasaurus (il cui nome dal Sanscrito significa "lucertola cornuta") è un genere estinto di archosauromorfo allokotosauro vissuto nel Triassico medio (Anisico), in quella che oggi è la Formazione Denwa, nello stato di Madhya Pradesh, India. Il genere contiene una singola specie, ossia S.indicus. L'animale rappresenta il sister taxon di Azendohsaurus. Come i ceratopsidi, anche Shringasaurus possedeva due corna frontali, probabilmente usate per il corteggiamento.

## Descrizione

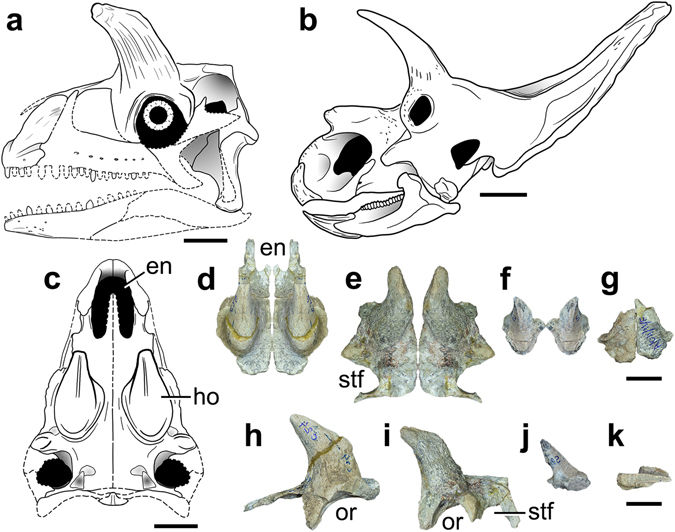
Ricostruzione del cranio a confronto con quello di Arrhinoceratops

Shringasaurus era un animale relativamente grande, con una lunghezza di circa 3-4 metri (9,8-13 piedi).
Il cranio di Shringasaurus era rettangolare e portava due grandi corna corte. Queste corna avevano una forma conica. Era un animale quadrupede dall'aspetto massiccio. La sua cintura scapolare era molto massiccia e, come Azendohsaurus, i suoi denti hanno la forma di foglie, identificandolo quindi come un erbivoro. Shringasaurus possiede una serie di caratteristiche uniche che lo differenziano dagli altri Archosauromorphi: narici esterne confluenti; una coppia di corna sopraorbitali e dall'orientamento anterodorsale; denti marginali e palatini di dimensioni e forma simili con grandi dentelli; vertebre cervicali medie-posteriori, dorsali e almeno le prime due vertebre caudali possiedono processi da mammifero sulle spine neurali. Shringasaurus aveva un cranio proporzionalmente piccolo con un muso corto e arrotondato e narici esterne confluenti. La premascella non presenta processi precedenti e il processo postnariale presenta una forma a placca, come in Azendohsaurus madagaskarensis. La premascella presenta inoltre quattro alveoli dentali. L'osso nasale ha un lungo processo ventricolare.

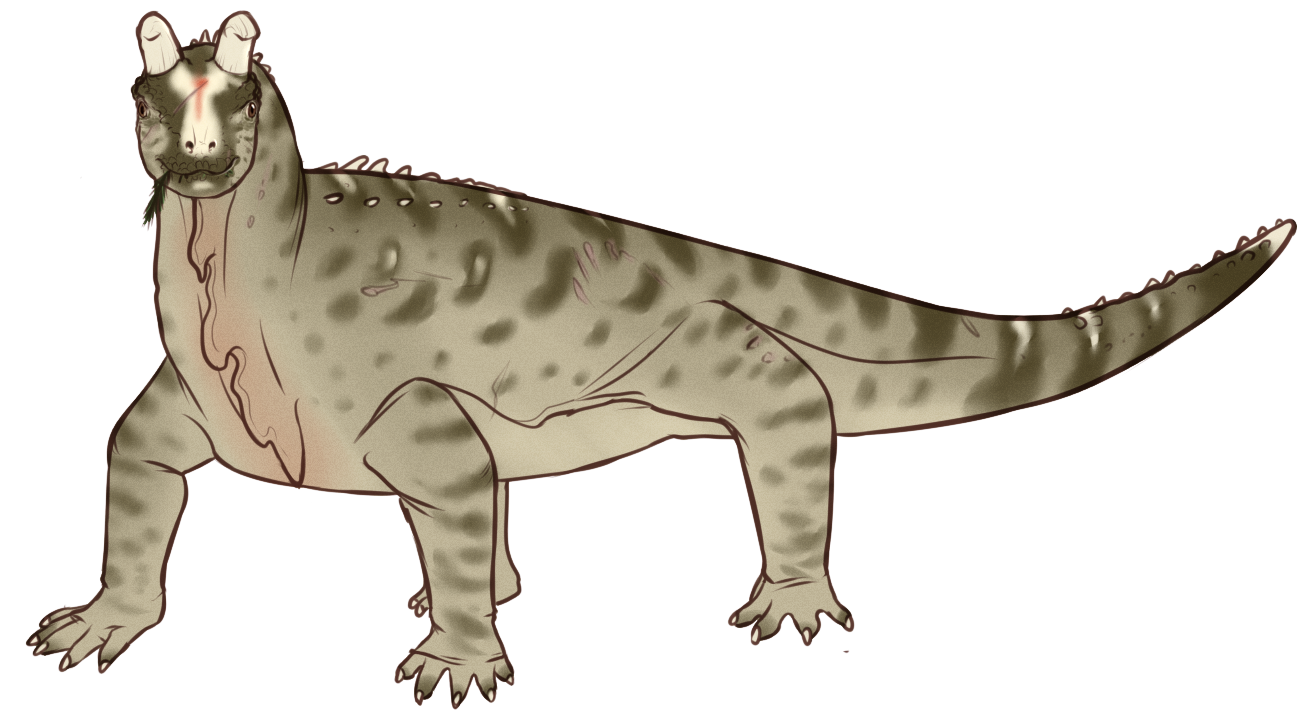
Ricostruzione

Le corone marginali dei denti sono deboli, con una base leggermente bulbosa e numerosi dentelli su entrambi i margini, simili a quelli di Pamelaria dolichotrachela. Il prefrontale e il postfrontale sono spessi e quasi escludono la parte anteriore del limite dell'orbita. Il prefrontale, nasale, frontale e postfrontale su ciascun lato del cranio si fondono l'un l'altro in masse di grandi dimensioni (cioè, le ossa rimangono non fuse con la loro controparte sulla linea sagittale). Il tetto del cranio ha un corno osseo conico anteriore ricurvo, di altezza quasi uguale al resto del cranio negli individui più grandi. La superficie del corno è decorata con ruvidità e scanalature tangenziali, caratteristiche identificate come correlazioni osteologiche ad una guaina cornificata attorno alle corna. L'osso parietale possiede una fossa supratemporelle che è separata dalla sua controparte da un'ampia superficie piana, priva di una cresta sagittale. L'osso quadrato presenta un'estremità dorsale sotto forma di uncino, come succede in altri allokotosauriani. Il parabasfenoide ha un asse principale obliquo, anteroventrurale.

## Classificazione
Secondo Sengupta e colleghi, Shringasaurus è un membro della famiglia Azendohsauridae, all'interno di Allokotosauria. Azendohsauridae rappresenta una famiglia basale di Archosauromorpha.

## Storia della scoperta

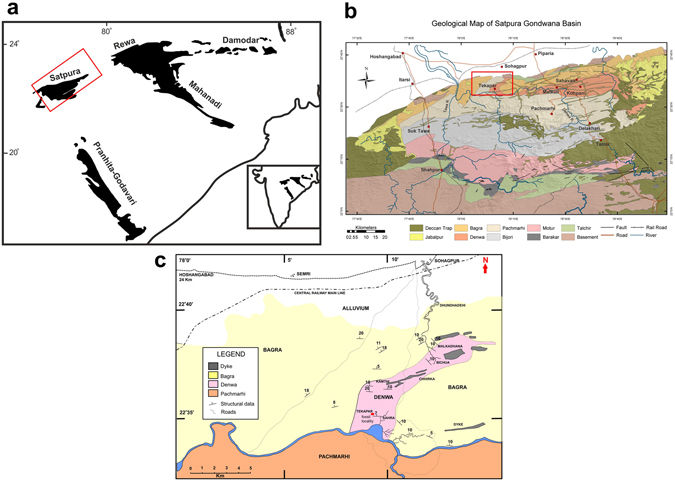
Occorrenza M and geological occurrence of Shringasaurus

I resti fossili dello Shringasaurus sono state recuperate da una pietra fangosa rossa nella parte superiore della Formazione Denwa. Almeno sette individui di diversi stadi ontogenetici sono stati ritrovati in un'area di 25 metri quadrati (270 piedi quadrati). Molti dei loro resti erano disarticolati, tranne uno scheletro parzialmente articolato. L'olotipo è costituito da un tetto cranico parziale (prefrontale, frontale, postfrontale e parietale) che presentava una coppia di grandi corni sopra-orbitali.
Il genere Shringasaurus contiene una singola specie, ossia S. indicus. L'etimologia Shringasaurus deriva in parte dal Sanscrito शृङ्ग/śṛṅga ossia "corna", e in parte dal greco antico σαῦρος/sauros ossia "lucertola". Il nome specifico, indicus, fa riferimento al luogo dove è stato rinvenuto l'animale.

## Paleoecologia
I resti fossili dello Shringasaurus sono stati rinvenuti all'interno della Formazione Denwa insieme al dipno Ceratodus sp., il capitosauride Paracyclotosaurus crookshanki, il mastodonsauride Cherninia denwai, un lonchorhynchine trematosauride, un rhynchosauro e un brachyopoide non ancora descritti, dicynodonti di piccole e grandi dimensioni. La pietra di fango rossa in cui sono stati rinvenuti i resti di Shringasaurus può indicare una fangosa pianura alluvionale.